# Cruachan (Band)
Cruachan ist eine irische Folk-Metal-Band aus Dublin, die 1992 gegründet wurde. Der Bandname kommt von der alten Hauptstadt Connachts, Cruachan, die im heutigen County Roscommon liegt. In der Nähe befindet sich die Cruachan-Höhle.
Zusammen mit Primordial und Waylander gilt sie als Pionierband des Celtic Metal.

## Geschichte
Cruachan wurde 1992 von Keith Fay gegründet, nachdem sich seine Band Minas Tirith aufgelöst hatte. Ende 1993 erschien die Demo Celtica, die unter anderem das deutsche Label Nazgul’s Eyrie Productions auf sie aufmerksam machte. 1994 unterschrieb Cruachan einen Plattenvertrag bei Nazgul’s Eyrie Productions. Am 30. April 1995, dem keltischen Festtag Beltane erschien das Debütalbum Tuatha na Gael. Da das Label sehr klein war und sich Tuatha na Gael überraschend gut verkaufte, waren sehr schnell alle Exemplare der CD verkauft.
1997 nahm Cruachan mit der neuen Sängerin Aisling Hanrahan die Promo Promo ’97 auf, mit der sie Century Media auf sich aufmerksam machten. Cruachan lehnte einen Plattenvertrag mit Century Media ab, da sie befürchteten, dass das erfolgreiche Label zu starken Einfluss auf die künstlerische Arbeit haben würde. Mitte 1997 löste sich Cruachan wegen persönlichen Differenzen auf.
1999 entschieden sich Keith Fay und John Fay, die Band wiederzubeleben. Das niederländische Label Hammerheart Records unterschrieb einen Vertrag mit der wiedervereinigten Band und im Juni 2000 erschien das zweite Album The Middle Kingdom. Ein Jahr später wurde auch das seltene Debütalbum zusammen mit den Stücken der Promo ’97 von Hammerheart Records wiederveröffentlicht.
Folklore, das dritte Studioalbum, wurde im Jahr 2002 veröffentlicht. Als Produzent wurde Shane MacGowan von The Pogues engagiert, der auch beim Lied Ride On als Gastsänger auftritt.
Nach zahlreichen Konzerten und Festivals, bei denen Cruachan teilweise sogar als Headliner auftrat, wurde das vierte Studioalbum Pagan im April 2004 veröffentlicht. Auf dieses Album folgten zwei Headlinertours durch Russland und eine durch Europa im Jahr 2005. Im selben Jahr unterzeichnete die Band auch einen Vertrag mit AFM Records.
Das fünfte Studioalbum The Morrigan´s Call erschien 2006 und ist bisher das bestverkaufte Album der Band.
Anfang 2010 trennte sich Cruachan von AFM Records. Zu dieser Zeit verließ auch die Sängerin Karen Gilligan die Band. Man entschied sich jedoch, keine neue Sängerin zu suchen und sich stattdessen musikalisch mit extremeren Folk Metal wieder mehr den frühen Alben zuzuwenden.
Mit Candlelight Records fand die Band im Sommer 2010 ein neues Label. Die Aufnahmen zum aktuellen Album, Blood on the Black Robe, begannen im November 2010. Veröffentlicht wurde es wie geplant, am 18. April 2011.

## Stil
Cruachan spielte zu Beginn Pagan Metal mit keltisch inspirierten Melodien auf entsprechenden Instrumenten; beeinflusst war die Band u. a. von den ersten Skyclad-Alben und Horslips, darüber hinaus Bathorys Viking-Metal-Alben, Isengard und Storm. Seit der Promo ’97 wurde die Musik deutlich melodischer. Weiblicher Gesang ist immer weiter in den Vordergrund getreten, so dass auf The Morrigan’s Call black-metal-artige Passagen die Ausnahme sind.
Die Texte sind von der keltischen Mythologie inspiriert (dementsprechend bezieht sich das Lied To Invoke the Horned God vom Debüt auf die keltische Gottheit Cernunnos und nicht auf Satan), teilweise aber auch sehr politisch. Viele Texte handeln von der keltischen Vergangenheit, zum Beispiel das Lied Cattle Raid of Cooley (dt. ‚Rinderraub von Cooley‘). Einige andere Lieder handeln vom Tolkienschen Universum, so zum Beispiel The Fall of Gondolin oder Sauron. Ebenso spielte die Band das alte irische Stück The March of Brian Boru auf dem Debüt nach.

## Diskografie

### Studioalben
- 1995: Tuatha Na Gael (Wiederveröffentlichung 2001 und 2004)
- 2000: The Middle Kingdom
- 2002: Folk-Lore
- 2004: Pagan
- 2006: The Morrigan’s Call
- 2011: Blood on the Black Robe
- 2014: Blood for the Blood God
- 2018: Nine Years of Blood
- 2023: The Living and the Dead

### Singles
- 2001: Ride On
- 2006: The Very Wild Rover

### Demos
- 1993: Celtica
- 1997: Promo ’97 (In der Wiederveröffentlichung von Tuatha Na Gael enthalten)

### Kompilationen
- 2002: A Celtic Trilogy (3-CD Boxset von Tuatha Na Gael, The Middle Kingdom und Folk-Lore als Picture-LP, limitiert auf 500 Exemplare)
- 2007: A Celtic Legacy